# هر کاری می‌خواهی بکن
«هر کاری می‌خواهی بکن» (به انگلیسی: Do What U Want) تک‌آهنگی از هنرمند اهل ایالات متحده آمریکا لیدی گاگا و آر. کلی است که در ۲۱ اکتبر ۲۰۱۳ منتشر شد. این تک‌آهنگ در آلبوم آرت‌پاپ قرار داشت. لیدی گاگا این ترانه را در مراسم جوایز موسیقی آمریکا ۲۰۱۳ به همراه آر. کلی و در قسمت آخر فصل پنجم برنامه تلویزیونی مسابقه صدا به همراه کریستینا آگیلرا اجرا کرد.
این تک‌آهنگ در چارت‌های، ایتالیا، اسکاتلند، فرانسه، نروژ، اسپانیا، بریتانیا جزو ده ترانه اول قرار گرفت.